# Vierzehn Jahre Sing-Sing
Vierzehn Jahre Sing-Sing (Alternativtitel: Die toten Jahre) ist ein US-amerikanischer Kriminalfilm, ein Film noir des Regisseurs Byron Haskin aus dem Jahr 1947, basierend auf dem Bühnenstück Beggars Are Coming to Town von Theodore Reeves. US-Premiere war am 16. Januar 1948, in Deutschland kam der Film erstmals am 29. Februar 1952 in die Kinos.

## Handlung
Wegen Schmuggels saß Frank Madison 14 Jahre im Gefängnis. Nach seiner Freilassung trifft er in New York seinen früheren Gang-Kollegen Dave. Er erfährt, dass Noll Turner, genannt Dink, der mit Frank die Schmugglerbande geführt hat, ihn aber im Gefängnis nie besucht hat, heute einen angesehenen Nachtclub führt. Als Frank ihn aufsucht, spielt Noll ihm freundschaftliche Gefühle vor, indem er seine Freundin, die Sängerin Kay Lawrence, dazu auffordert, Frank zu unterhalten. Zur gleichen Zeit trifft sich Noll mit Alexis Richardson, einer angesehenen Dame der Gesellschaft.
Während des Abendessens verlieben sich Frank und Kay ineinander. Frank erzählt Kay seine Geschichte. Als Noll und Frank 1933 eine Lkw-Ladung Roggenwhisky über die kanadische Grenze schmuggeln wollten, mussten sie sich trennen, um der Polizei zu entwischen. Noll versprach Frank 50 Prozent des Gewinnes, wenn er geschnappt wird. Noll flüchtete zu Fuß, Frank fuhr mit dem Laster weiter und wurde von der Polizei verhaftet. 
Als nach dem Abendessen Noll wieder auftaucht, fordert Frank seinen Anteil. Dave zeigt Frank ein Dokument, das Frank im Gefängnis unterschrieben hat und ihm nur knapp 3.000 Dollar zugesteht. Frank schlägt Noll nieder und verlässt den Nachtclub, um Leute, die ihm gegen Noll helfen können, anzuheuern. Kurz darauf teilt Noll Kay mit, dass er sie liebe, aber Alexis heiraten werde. Kay verlässt Noll und wendet sich nach einer Entschuldigung Frank zu. Das frühere Gang-Mitglied Nick Palestro, der nun Gebrauchtwagenhändler ist, stößt zu Frank. Mit drei weiteren Leuten fahren sie zum Nachtclub, wo Noll und Dave erklären, dass der Nachtclub einer Gesellschaft gehöre. Ohne das Einverständnis der Inhaber kann Noll Frank keine Beteiligung anbieten. Frank will Noll töten. Er fordert seine Helfer zum Kampf auf, um den Nachtclub zu übernehmen, doch diese weigern sich. Nolls Rausschmeißer Dan lauert Frank in einer Allee auf und schlägt ihn zusammen. Dave findet Frank und entschuldigt das Verhalten. Er verspricht Frank später zu besuchen und Noll zu einem Gespräch mitzubringen.
Kay versorgt Franks Verletzungen in ihrem Appartement. Währenddessen droht Dave, Noll zu ruinieren, indem er die von Noll getätigten Unterschlagungen der Nachtclub-Gewinne den Eignern darlegt. Als Dave später von Nolls Helfer Skinner erschossen wird, gerät Frank unter Mordverdacht. Er flieht mit Kay per Taxi zu Nolls Haus in New Jersey, wo Noll auf beide mit einer Waffe wartet. Frank überwältigt Noll und nimmt ihm die Waffe ab. Er fährt mit ihm zum Nachtclub, dort fordert er die 3.000 Dollar und ein schriftliches Geständnis. Die Polizei taucht auf und verhaftet nach einer kurzen Untersuchung Noll. Während Noll zum Wagen gebracht wird, kann er zwei Polizeibeamte entwaffnen und auf Frank anlegen, doch er wird von einem anderen Polizisten erschossen. Kay und Frank beschließen, ihr weiteres Leben zusammen zu gestalten.

## Kritiken
„In Rückblenden entwickelter spannender Gangsterfilm, der in Milieu und Atmosphäre im Stil der "Schwarzen Serie" pessimistisch eine Freundschaft und ihr Ende schildert.“

„Straffer, abgebrühter Film-Noir-Thrill. Etwas holprig, aber die damaligen Jungstars spielen wunderbar zusammen.“

„Pessimistischer Film Noir mit zwei noch jungen Stars.“

## Hintergrund
Die Hauptdarsteller des Films waren relativ unerfahren. Wendell Corey stand zum zweiten Mal vor einer Kamera, Lizabeth Scott zum fünften Mal. Burt Lancaster und Kirk Douglas hatten, ebenso wie Mickey Knox, hier ihre jeweils vierte Filmrolle, wobei dieses der erste von sieben gemeinsamen Filmen der beiden späteren Filmstars war.
Für die Ausstattung des Filmes waren unter anderem die Oscar-Gewinner Sam Comer und Hans Dreier, gebürtig in Bremen, zuständig. Für die Kostümierung sorgte Edith Head. Als Leiter des Orchesters wirkte Leo Shuken mit.

## Soundtrack
- I Walk Alone von Allie Wrubel und Ned Washington
- Isn’t It Romantic? von Richard Rodgers und Lorenz Hart
- Heart and Soul von Hoagy Carmichael und Frank Loesser
- Don’t Call It Love von Allie Wrubel und Ned Washington